# Елена Серафимова
Елена Иванова Серафимова е българска учителка и благодетелка.

## Биография
Родена е в Свищов. Получава образованието си в Киев. Учителства в родния си град и София. В продължение на 25 години преподава в Първа и Втора софийска девическа прогимназия. Дарява 95 хил. лв. на Българска академия на науките. На 31 декември 1939 г. сумата от 75 353 лв. се отпуска за издаването на Български ботанически речник.